# Cascade de la Beaume
Pour les articles homonymes, voir Beaume.
La cascade de la Beaume est une chute d'eau située à 900 mètres d'altitude, à la limite entre les communes du Brignon et de Solignac-sur-Loire, près du village d'Agizoux en Haute-Loire. Les eaux de la rivière de la Beaume s'y précipitent d'une hauteur de 27 mètres avant de rejoindre la Loire quelques kilomètres en aval.

## Étymologie
La cascade et la rivière de la Beaume tirent leur nom du bas latin balma, qui signifie « grotte ». Le plateau du massif du Devès, constitué de coulées basaltiques, s'achève dans cette vallée en formant une falaise au pied de laquelle des abris se sont formés : ils ont été occupés dès la préhistoire, comme en témoigne le gisement archéologique de la vallée de la Beaume. 

## Géographie
La cascade est située dans la forêt d'Agizoux, riche en pins maritimes, exceptionnellement acclimatés à cette altitude, et d’ormes champêtres, rares survivants d’une essence décimée par les maladies.

## Légende
Une légende locale raconte qu'au temps des seigneurs, la fille des châtelains de la Beaume s’était attardée dans la forêt. En traversant la Beaume, elle aperçut dans l’eau l’image du démon. Devenue folle, elle voulut se jeter dans les gorges profondes de la Loire. Or, le diable qu’elle avait cru voir n’était autre qu’un petit chevrier du château que ses parents avaient envoyé à sa recherche. Le chevrier se prit d’affection pour elle et les deux enfants devinrent inséparables.
Un soir, le père évoqua un remède à la folie : beaucoup d’eau froide jetée sur la tête des fous pouvait les guérir. Le lendemain, le petit chevrier, entraîna la jeune fille en haut de la cascade et pour la convaincre de sauter, lui dit : « Je vois l’image de la Sainte Vierge au fond de l’eau. Oh, venez voir comme elle est belle ! » Elle se pencha, le chevrier la saisit et sauta avec elle du haut de la falaise. La Vierge Marie freina leur chute. Lorsque le chevrier reprit connaissance, la jeune fille n’était plus folle. Ils se marièrent et c’est ainsi qu’un petit chevrier devint seigneur de la Beaume.